# Vindeln
Vindeln ist ein Ort in der schwedischen Provinz Västerbottens län und der historischen Provinz Västerbotten. Vindeln liegt 45 Kilometer nordwestlich von Umeå am Fluss Vindelälven. Vindeln ist Hauptort der gleichnamigen Gemeinde.
Etwa zehn Kilometer nördlich des Ortes, in Richtung Hällnäs, befindet sich am jenseitigen Ufer des Vindelälven ein kleiner Flugplatz.